# Otto Ammon
Otto Georg Ammon (ur. 7 grudnia 1842 w Karlsruhe, zm. 14 stycznia 1916 tamże) – niemiecki antropolog. Od 1863 do 1868 pracował jako inżynier, w 1883 kierował badaniami nad drogami rzymskimi zachowanymi w Badenii. Należał do Ligi Pangermańskiej. 
W 1904 roku otrzymał honorowy doktorat od Uniwersytetu we Fryburgu.
Pamiętany jest za pracę "Natürliche Auslese beim Menschen" (1883), w której dowodził znaczącej proporcji osób o niemieckim pochodzeniu we wszystkich arystokratycznych rodzinach Europy.